# Huawei Y6
Huawei Y6 — бюджетний смартфон, розроблений компанією Huawei. В Китаї смартфон був представлений як Honor 4A.

## Дизайн
Екран смартфона виконаний зі скла, а рамка і задня панель — з пластику.
Знизу знаходяться роз'єм microUSB, динамік та стилізований під динамік мікрофон, а зверху — 3,5 мм аудіороз'єм. Справа розміщені гойдалка регулювання гучності та кнопка блокування. Ззаду розміщені об'єктив камери, LED-спалах, другий мікрофон і логотип Huawei в Huawei Y6 або Honor в Honor 4A. Слоти під 2 SIM-картки й карту пам'яті формату microSD до 32 ГБ знаходяться під знімною задньою панеллю.
Huawei Y6 продавався в 3 кольорах: чорному, білому, золотому.

## Технічні характеристики

### Апаратне забезпечення
Смартфони отримали процесор Qualcomm Snapdragon 210 та графічний процесор Adreno 304. Huawei Y6 продавався в комплектації 1/8 ГБ, а Honor 4A — 2/8 ГБ.
Знімна батарея отримала об'єм 2200 мА·год.
Екран IPS LCD, 5", HD (1280 × 720) зі щільністю пікселів 294 ppi та співвідношенням сторін 16:9.
Смартфони отримали основну камеру на 8 Мп з діафрагмою f/2.0 і автофокусом та фронтальну камеру на 2 Мп. Обидві камери вміють записувати відео в роздільній здатності 720p@30fps.

### Програмне забезпечення
Смартфони працюють на EMUI 3.1 на базі Android 5.1 Lollipop.